# 옥길버들초등학교
옥길버들초등학교는 대한민국 경기도 부천시 소사구에 있는 공립 초등학교이다.

## 연혁
- 2016.8.22 옥길버들초등학교 개교
- 2016.8.22 김순옥 초대교장선생님 부임
- 2016.8.22 옥길버들초등학교 6학급 편성
- 2016.10.1 병설유치원 개원(3학급 편성)
- 2017.2.8 제1회 졸업식(졸업생 4명, 누계 4명)
- 2017.3.1 13학급 편성
- 2017.12.11 25학급 편성